# Kejserinde Dagmars Ankomst til Helsingør
Kejserinde Dagmars Ankomst til Helsingør je dánský němý film z roku 1900. Režisérem je Peter Elfelt (1866–1931). Film trvá zhruba jednu minutu a jedná se o jeden z prvních dánských filmů.

## Děj
Film zobrazuje příjezd dcery dánského krále Kristián IX. Marie Fjodorovny, rozené Dagmar, která se v roce 1866 provdala za Alexandra III., ruského cara v letech 1881-1894, do přístavního města Helsingør. Císařský pár Dánsko často navštěvoval jako útočiště před neklidným Ruskem.